# 葛剑平
葛剑平（1962年6月—），男，汉族，甘肃民乐人，中华人民共和国政治人物，中国民主同盟盟员，曾任第十一届全国政协常务委员、民盟中央常委、北京市委主委。

## 生平
2008年，当选第十一届全国政协常务委员，代表中国民主同盟，分入第五组。并担任社会和法制委员会专职委员。